# János Gyáni
János Gyáni (* 25. února 1959 Gyula) je bývalý maďarský zápasník–judista.

## Sportovní kariéra
S judem začínal v Békéscsabě v klubu Honvéd "Szalvai Mihály" SE v 10 letech. V olympijském roce 1980 si ho do armádního vrcholového sportovního centra Honvéd v Budapešti stáhl trenér Ferenc Moravetz. V témže roce dostal příležitost reprezentovat na olympijských hrách v Moskvě v polostřední váze do 78 kg, kde nepřešel přes úvodní kolo. Od roku 1981 startoval ve střední váze do 86 kg. V Budapešti působil do svého vážného zranění pravého kolene na podzim 1982, které ho málem stálo sportovní kariéru. V roce 1984 oznámil návrat na tatami, ale o možnost poprat se o nominaci na olympijské hry v Los Angeles ho připravil bojkot her zeměmi východního bloku. Své druhé olympijské účasti se dočkal v roce 1988 na olympijských hrách v Soulu. V Soulu předváděl od prvního kola své stylové judo založené na technikách aši-waza, ve čtvrtfinále ho však ubránil a na praporky (hantei) porazil Nizozemec Ben Spijkers. Sportovní kariéru ukončil v roce 1989. Věnuje se trenérské v Békéscsabě.

## Výsledky
| Turnaj             | 1980 | 1981         | 1982         | 1983         | 1984         | 1985         | 1986         | 1987         | 1988         |
| Turnaj             | 21   | 22           | 23           | 24           | 25           | 26           | 27           | 28           | 29           |
| Turnaj             |      | střední váha | střední váha | střední váha | střední váha | střední váha | střední váha | střední váha | střední váha |
| ------------------ | ---- | ------------ | ------------ | ------------ | ------------ | ------------ | ------------ | ------------ | ------------ |
| Olympijské hry     | úč.  |              |              |              | —            |              |              |              | úč.          |
| Mistrovství světa  |      | úč.          |              | —            |              | 5.           |              | úč.          |              |
| Mistrovství Evropy | —    | 3.           | 5.           | —            | —            | —            | 3.           | —            | —            |